# Jämmercistikola
Jämmercistikola (Cisticola lais) är en fågel i familjen cistikolor inom ordningen tättingar. Arten förekommer lokalt i höglänta gräsmarker i södra och mellersta Afrika. Beståndet anses vara livskraftigt. 

## Utseende och läte
Jämmercistikola är en medelstor medlem av släktet med streckad rygg. Färgsättningen varierar geografiskt, med mörkare rygg och mer rostrött i ansiktet i nordliga populationer. Bland lätena hörs en kort och explosivt accelererande drill samt stigande jämrande toner, därav namnet. Arten är mycket lik gråryggig cistikola, men har kraftigare näbb, mer beige undertill, rostrött i vingen och annorlunda läten. Jämfört med akaciacistikolan har den mer rostrött i ansiktet och längre stjärt.

## Utbredning och systematik
Jämmercistikola förekommer i ett antal separata utbredningsområden i södra och mellersta Afrika i subtropiska eller tropiska höglänta gräsmarker. Den delas in i sju underarter med följande utbredning:
- - Cisticola lais namba – höglänta områden i västra Angola
  - Cisticola lais semifasciatus – södra Tanzania (Iringaplatån) till Malawi, Zambia, norra Moçambique
  - Cisticola lais mashona – södra Moçambique till Zimbabwe, nordöstra Sydafrika och Swaziland
  - Cisticola lais oreobates – centrala Moçambique (berget Gorongoza)
  - Cisticola lais monticola – nordcentrala Sydafrika
  - Cisticola lais lais – östra Sydafrika och Lesotho
  - Cisticola lais maculatus – sydvästra Sydafrika, österut till Port Elizabeth)

Stencistikola (C. distinctus) behandlades tidigare som en underart till jämmercistikola, och vissa gör det fortfarande.

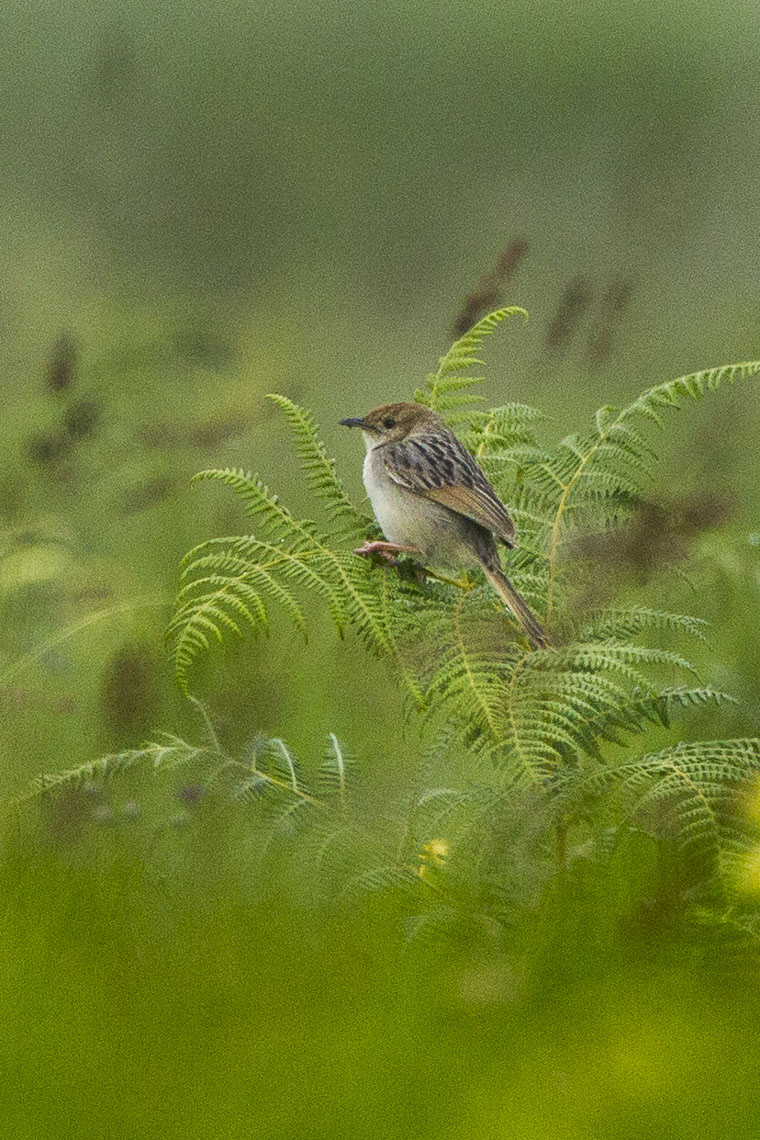
Jämmercistikola i Sydafrika.

### Familjetillhörighet
Cistikolorna behandlades tidigare som en del av den stora familjen sångare (Sylviidae). Genetiska studier har dock visat att sångarna inte är varandras närmaste släktingar. Istället är de en del av en klad som även omfattar timalior, lärkor, bulbyler, stjärtmesar och svalor. Idag delas därför Sylviidae upp i ett antal familjer, däribland Cisticolidae.

## Levnadssätt
Jämmercistikolan hittas i gräsmarker och savann på steniga sluttningar med en blandning av buskar, gräs och ofta även aloe. Arten är generellt tillbakadragen och ses enstaka eller i par.

## Status
Arten har ett stort utbredningsområde och beståndet anses vara stabilt. Internationella naturvårdsunionen IUCN listar den därför som livskraftig (LC). Notera dock att IUCN inkluderar stencistikolan i bedömningen.